# Compra social
La compra social, també coneguda com a Social shopping o Shopping 2.0 (en anglès), és una combinació de xarxes socials i compres electròniques (e-commerce). Aquestes webs tracten d'agafar aspectes clau de les xarxes socials (grups, amics, votacions, debats, etc.) per encaminar-los a les compres.

## Objectiu
La compra social és utilitzada per les marques i empreses per donar-se a conèixer i fer publicitat segmentada a grups socials amb perfils determinats. D'aquesta forma, augmenta l'efectivitat del boca a boca i les vendes, milloren les relacions amb els clients i és molt més senzill mesurar els resultats i segmentar al públic.
En aquestes webs les comunitats d'usuaris són els que promouen les compres. Per exemple, quan un amic fa una compra, aquesta es notifica a tots els seus contactes. Al provenir d'una font fiable, la notificació es converteix en una recomanació i potser impulsa a la resta d'usuaris a fer una compra similar.

## Característiques
L'ús d'Internet per comprar en línia ha crescut en aquests últims anys.
Abans només consistia a penjar imatges i vídeos dels productes amb les seves descripcions. En canvi, hi ha una manca de comentaris o opinions en temps real amb amics, familiars o altres consumidors.
Actualment, les webs han evolucionat a un model on els consumidors són els que participen activament i influeixen en la compra d'un producte.
En les webs de compra social els usuaris recomanen, puntuen, consulten dubtes, llegeixen i escriuen opinions, coneixen gent amb els mateixos gustos i compren productes en xarxes socials. A més, també permeten conversacions en línia.
Tots aquests factors fan que es reflecteixin els gustos personals dels usuaris i de grups d'usuaris amb aficions similars. D'aquesta forma, els visitants descobreixen nous productes, que no haurien trobat per si mateixos, a través d'altres usuaris amb les mateixes aficions.

## Model de negoci
Hi ha diverses maneres d'utilitzar les característiques de la compra social.

### Creant xarxes socials pròpies
El model de negoci de les empreses no és el mateix. Així mateix, moltes hi poden combinar diverses maneres d'interaccionar amb els clients.
Alguns models són:
1. Creació de llistes de productes segons la seva temàtica: els usuaris recomanen, opinen o puntuen els productes. Els productes amb més recomanacions, opinions o vots es posicionen a la part superior de la llista mentre que els que no són tan populars descendeixen per la llista.
2. Creació de llistes per part dels usuaris amb els productes que pensen adquirir o els que els agradaria tenir algun dia.
3. Model de compra col·lectiva: es basa en l'atractiu de l'oferta. Els consumidors recomanen l'oferta als seus amics a través de les xarxes socials, amb l'objectiu d'aconseguir un gran volum de consumidors i, per tant, més descomptes. Les ofertes només es porten a terme quan s'aconsegueix el volum mínim de clients.
4. Valoracions de les tendes físiques.
5. Els usuaris agreguen a altres usuaris amb aficions semblants i gustos similars com amics per recomanar-se i recolzar-se en les compres que volen fer.
6. Els usuaris es converteixen en persones que marquen tendències. És a dir, cada usuari és valorat pels altres per crear una reputació o credibilitat determinada.

### Basant-se en les xarxes socials ja establertes
Algunes tendes en línia utilitzen les xarxes socials ja establertes mitjançant la implementació d'aplicacions com Facebook Connect, que permet als usuaris d'aquella xarxa demanar opinions dels seus amics sobre les compres que volen fer. O a través de l'API de Twitter, que permet als seus usuaris compartir continguts a través de tweets.

## Compra social en el futur
Degut a les innovacions tecnològiques la compra social també podrà existir en les tendes físiques. Per exemple, a través dels emprovadors intel·ligents, els quals escanegen les mesures de la persona i ofereixen en una pantalla l'aspecte que tindria la persona vestint aquesta peça, a més de veure una llista d'imatges de celebritats que duguin aquesta mateixa peça. Darrere d'aquest sistema s'utilitza RFID. Una càmera web també projecta la imatge a les xarxes socials de l'usuari perquè els seus contactes puguin opinar en temps real.
L'èxit del model de negoci social encara està per demostrar. Mentre, ja es preparen noves aplicacions de realitat augmentada per a aplicar-les a les compres. Aquest és el cas de Zugara que ha desenvolupat una aplicació que permet als clients emprovar-se roba o altres complements en una botiga virtual i connectar amb Facebook para pujar imatges vestint les peces i comentar-les amb els seus amics.